# Pico dos Carneiros
O Pico dos Carneiros é uma elevação portuguesa localizada na Ribeira Grande, concelho da ilha de São Miguel, arquipélago dos Açores.
Este acidente geológico tem o seu ponto mais elevado a 118 metros de altitude acima do nível do mar, e encontra-se nas proximidades o povoado de Santa Bárbara e do Pico Barnabé.